# 니시고리가
니시고리 가(일본어: 錦織家 니시고리케[*])는 우라베씨의 혈통을 이어받는 당상가이다. 정3위 하기와라 노부시게 (1645년 ~ 1710년)의 차남인 종2위 탄정대필 니시고리 무네히사(1697년 ~ 1755년)를 시조로 한다.
26반가 중 하나이고, 정3위 비참의까지 오를 수 있다. 6대 히사타카(1820년 ~ 1882년)은 정신 88경 열참 사건에 관련된 공가의 한 사람이다.
에도 시대의 가록은 30석이고, 메이지 유신 이후에는 7대 유키히사가 자작의 작위를 받았다.